# Philip Caveney
Philip Caveney, född 1951 i norra Wales och bosatt i Manchester, är en brittisk författare. Han har skrivit flera böcker för vuxna, men barn- och ungdomsböckerna om Sebastian Darke var de första som översattes till svenska. Caveneys pappa var verksam inom flygvapnet vilket medförde mycket resande i barndomen – bland annat har han bott flera år i Singapore och Malaysia. Caveney är utbildad grafisk designer och varit trummis och sångare i rockbandet Hieronymus Bosch.

### Romaner
- 1978 The Sins of Rachel Ellis
- 1985 Tiger, Tiger
- 1985 The Tarantula Stone
- 1993 Speak No Evil
- 1993 Black Wolf
- 1994 Strip Jack Naked
- 1995 Skin Flicks
- 1994 Slayground
- 1996 Burn Down Easy
- 1996 Bad To The Bone
- 1997 1999
- 2000 Love Bites

### Ungdomsböcker
- 2007 Sebastian Darke: Slaget om Keladon (översatt till svenska 2008)
- 2008 Sebastian Darke: Kapten Callinestras skatt (översatt till svenska 2009)
- 2008 Alec Devlin: The Eye of the Serpent
- 2009 Sebastian Darke: Den förlorade staden] (översatt till svenska 2010)
- 2009 Alec Devlin: Empire of the Skull